# Elecciones provinciales de Argentina de 1997
Las elecciones provinciales de Argentina de 1997 tuvieron lugar en 5 fechas entre el 27 de abril y el 26 de octubre, en 15 de los 24 distritos del país. Los comicios tenían como objetivo renovar la mitad de las legislaturas provinciales, así como la totalidad de la Legislatura Porteña y elegir gobernador en Corrientes. En La Rioja y Santiago del Estero también se eligieron convencionales para reformar la constituciones provinciales. Se realizaron en simultáneo con las elecciones legislativas de medio término a nivel nacional, excepto en las provincias de Catamarca y Chaco.
La cantidad de cargos a renovar varió por provincia. Algunas contaban con legislativos bicamerales, por lo que se debía elegir diputados y senadores provinciales, y otros con legislaturas unicamerales. En Córdoba, aunque el legislativo en aquel momento era bicameral, solo el Senado se renovaba, pues la Cámara de Diputados tenía mandato hasta 1999. Chubut, Entre Ríos, La Pampa, Neuquén, Río Negro, San Juan, Santa Fe, Tierra del Fuego y Tucumán no renovaron ninguna institución provincial.

## Cronograma
| Distrito                 | Fecha                 | Gobernador              | Partido    | Partido       | Diputados | Senadores | Consulta popular | Convencionales |
| ------------------------ | --------------------- | ----------------------- | ---------- | ------------- | --------- | --------- | ---------------- | -------------- |
| Buenos Aires             | 26 de octubre de 1997 | No elige                | 46         | 23            | No elige  | No elige  |                  |                |
| Ciudad de Buenos Aires   | 26 de octubre de 1997 | No elige                | 60         | No elige      | No elige  | No elige  |                  |                |
| Catamarca                | 27 de abril de 1997   | No elige                | 21         | 8             | No elige  | No elige  |                  |                |
| Chaco                    | 24 de agosto de 1997  | No elige                | 16         | No elige      | No elige  | No elige  |                  |                |
| Córdoba                  | 26 de octubre de 1997 | No elige                | No elige   | 32            | No elige  | No elige  |                  |                |
| Corrientes (Ver detalle) | 5 de octubre de 1997  | 1.ª vuelta              | 1.ª vuelta | 1.ª vuelta    | 13        | 4         | No elige         | No elige       |
| Corrientes (Ver detalle) | 26 de octubre de 1997 | Pedro Braillard Poccard |            | Partido Nuevo | No elige  | No elige  | No elige         | No elige       |
| Formosa                  | 26 de octubre de 1997 | No elige                | 15         | No elige      | No elige  | No elige  |                  |                |
| Jujuy                    | 26 de octubre de 1997 | No elige                | 24         | No elige      | No elige  | No elige  |                  |                |
| La Rioja                 | 26 de octubre de 1997 | No elige                | 14         | No elige      | No elige  | 30        |                  |                |
| Mendoza                  | 26 de octubre de 1997 | No elige                | 24         | 19            | Sí        | No elige  |                  |                |
| Misiones                 | 26 de octubre de 1997 | No elige                | 20         | No elige      | No elige  | No elige  |                  |                |
| Salta                    | 26 de octubre de 1997 | No elige                | 30         | 12            | No elige  | 60        |                  |                |
| San Luis                 | 26 de octubre de 1997 | No elige                | 22         | 4             | No elige  | No elige  |                  |                |
| Santa Cruz               | 26 de octubre de 1997 | No elige                | 12         | No elige      | No elige  | No elige  |                  |                |
| Santiago del Estero      | 4 de mayo de 1997     | No elige                | 23         | No elige      | No elige  | No elige  |                  |                |
| Santiago del Estero      | 26 de octubre de 1997 | No elige                | No elige   | No elige      | No elige  | 45        |                  |                |

## Buenos Aires

Secciones electorales de Buenos Aires:
1º Sección
2º Sección
3º Sección
4º Sección
5º Sección
6º Sección
7º Sección
8º Sección/Capital

| Sección Electoral | Cámara de Diputados | Cámara de Diputados | Senado    | Senado    |
| Sección Electoral | Diputados           | A renovar           | Senadores | A renovar |
| ----------------- | ------------------- | ------------------- | --------- | --------- |
| 1                 | 15                  | —                   | 8         | 8         |
| 2                 | 11                  | 11                  | 5         | —         |
| 3                 | 18                  | 18                  | 9         | —         |
| 4                 | 14                  | —                   | 7         | 7         |
| 5                 | 11                  | —                   | 5         | 5         |
| 6                 | 11                  | 11                  | 6         | —         |
| 7                 | 6                   | —                   | 3         | 3         |
| 8 - Capital       | 6                   | 6                   | 3         | —         |
| Total             | 92                  | 46                  | 46        | 23        |

### Cámara de Diputados
|  | 47,53 % |

|  | 42,65 % |

|  | 2,36 % |

|  | 1,69 % |

|  | 1,40 % |

|  | 1,26 % |

|  | 1,13 % |

|  | 1,08 % |

|  | 0,90 % |

|  | 94,69 % |

|  | 4,51 % |

|  | 0,80 % |

|  | 83,06 % |

|  | 100 % |

#### Resultados por secciones electorales
|  | 48,96 % |

|  | 42,69 % |

|  | 1,64 % |

|  | 1,62 % |

|  | 1,42 % |

|  | 1,25 % |

|  | 1,03 % |

|  | 0,73 % |

|  | 0,65 % |

|  | 94,70 % |

|  | 4,77 % |

|  | 0,53 % |

|  | 83,53 % |

|  | 100 % |

|  | 46,23 % |

|  | 43,67 % |

|  | 2,00 % |

|  | 1,87 % |

|  | 1,59 % |

|  | 1,40 % |

|  | 1,24 % |

|  | 1,11 % |

|  | 0,87 % |

|  | 94,94 % |

|  | 4,23 % |

|  | 0,83 % |

|  | 83,57 % |

|  | 100 % |

|  | 49,45 % |

|  | 41,49 % |

|  | 3,77 % |

|  | 1,20 % |

|  | 1,04 % |

|  | 0,92 % |

|  | 0,81 % |

|  | 0,72 % |

|  | 0,60 % |

|  | 92,70 % |

|  | 6,51 % |

|  | 0,79 % |

|  | 80,66 % |

|  | 100 % |

|  | 53,59 % |

|  | 36,02 % |

|  | 4,28 % |

|  | 1,22 % |

|  | 1,10 % |

|  | 1,05 % |

|  | 1,05 % |

|  | 0,90 % |

|  | 0,79 % |

|  | 95,30 % |

|  | 3,82 % |

|  | 0,88 % |

|  | 81,73 % |

|  | 100 % |

### Senado
|  | 49,80 % |

|  | 40,11 % |

|  | 2,97 % |

|  | 1,96 % |

|  | 1,24 % |

|  | 1,13 % |

|  | 1,05 % |

|  | 0,89 % |

|  | 0,84 % |

|  | 93,65 % |

|  | 5,54 % |

|  | 0,81 % |

|  | 82,03 % |

|  | 100 % |

#### Resultados por secciones electorales
|  | 48,23 % |

|  | 40,39 % |

|  | 3,37 % |

|  | 2,33 % |

|  | 1,43 % |

|  | 1,27 % |

|  | 1,20 % |

|  | 0,94 % |

|  | 0,82 % |

|  | 93,82 % |

|  | 5,33 % |

|  | 0,85 % |

|  | 82,47 % |

|  | 100 % |

|  | 51,22 % |

|  | 42,44 % |

|  | 1,90 % |

|  | 1,05 % |

|  | 0,77 % |

|  | 0,75 % |

|  | 0,67 % |

|  | 0,64 % |

|  | 0,55 % |

|  | 94,55 % |

|  | 4,99 % |

|  | 0,46 % |

|  | 83,61 % |

|  | 100 % |

|  | 54,36 % |

|  | 37,24 % |

|  | 2,41 % |

|  | 1,25 % |

|  | 1,22 % |

|  | 0,93 % |

|  | 0,92 % |

|  | 0,84 % |

|  | 0,83 % |

|  | 92,63 % |

|  | 6,53 % |

|  | 0,84 % |

|  | 79,51 % |

|  | 100 % |

|  | 51,48 % |

|  | 42,33 % |

|  | 1,59 % |

|  | 1,42 % |

|  | 1,06 % |

|  | 0,75 % |

|  | 0,74 % |

|  | 0,63 % |

|  | 93,39 % |

|  | 5,81 % |

|  | 0,80 % |

|  | 82,44 % |

|  | 100 % |

## Capital Federal
|  | 56,03 % |

|  | 17,20 % |

|  | 17,01 % |

|  | 1,88 % |

|  | 1,41 % |

|  | 1,05 % |

|  | 0,89 % |

|  | 0,83 % |

|  | 0,81 % |

|  | 0,63 % |

|  | 0,45 % |

|  | 0,35 % |

|  | 0,32 % |

|  | 0,31 % |

|  | 0,29 % |

|  | 0,21 % |

|  | 0,18 % |

|  | 0,17 % |

|  | 96,42 % |

|  | 2,50 % |

|  | 1,08 % |

|  | 78,88 % |

|  | 100 % |

## Catamarca

### Cámara de Diputados
|  | 57,74 % |

|  | 34,99 % |

|  | 7,27 % |

|  | 1,85 % |

|  | 1,16 % |

|  | 94,27 % |

|  | 4,70 % |

|  | 1,00 % |

|  | 0,02 % |

|  | 76,40 % |

|  | 100 % |

### Cámara de Senadores
|  | 52,68 % |

|  | 44,01 % |

|  | 1,32 % |

|  | 1,11 % |

|  | 0,89 % |

|  | 96,36 % |

|  | 3,16 % |

|  | 0,39 % |

|  | 0,09 % |

|  | 22,14 % |

|  | 100 % |

## Chaco
|  | 57,95 % |

|  | 31,86 % |

|  | 7,60 % |

|  | 1,81 % |

|  | 0,78 % |

|  | 98,01 % |

|  | 1,33 % |

|  | 0,66 % |

|  | 73,69 % |

|  | 100 % |

## Córdoba
|  | 35,49 % |

|  | 29,30 % |

|  | 11,64 % |

|  | 9,73 % |

|  | 5,50 % |

|  | 2,22 % |

|  | 2,15 % |

|  | 1,42 % |

|  | 1,28 % |

|  | 1,22 % |

|  | 0,06 % |

|  | 88,92 % |

|  | 6,67 % |

|  | 4,41 % |

|  | 76,67 % |

|  | 100 % |

## Formosa
|  | 47,42 % |

|  | 57,46 % |

|  | 14,71 % |

|  | 10,04 % |

|  | 6,25 % |

|  | 5,23 % |

|  | 3,75 % |

|  | 2,99 % |

|  | 1,64 % |

|  | 1,40 % |

|  | 1,27 % |

|  | 1,22 % |

|  | 1,16 % |

|  | 1,08 % |

|  | 0,98 % |

|  | 0,51 % |

|  | 0,19 % |

|  | 0,13 % |

|  | 0,04 % |

|  | 31,36 % |

|  | 39,12 % |

|  | 22,09 % |

|  | 17,37 % |

|  | 5,56 % |

|  | 5,17 % |

|  | 3,24 % |

|  | 3,12 % |

|  | 3,03 % |

|  | 1,92 % |

|  | 1,90 % |

|  | 1,44 % |

|  | 1,27 % |

|  | 1,03 % |

|  | 0,77 % |

|  | 0,46 % |

|  | 90,19 % |

|  | 2,18 % |

|  | 9,81 % |

|  | 0,00 % |

|  | 98,06 % |

|  | 1,23 % |

|  | 1,81 % |

|  | 0,13 % |

|  | 0,00 % |

|  | 95,93 % |

|  | 3,32 % |

|  | 0,75 % |

|  | 76,30 % |

|  | 100 % |

## Jujuy
|  | 34,57 % |

|  | 47,98 % |

|  | 33,03 % |

|  | 20,81 % |

|  | 4,25 % |

|  | 4,11 % |

|  | 1,17 % |

|  | 1,07 % |

|  | 0,99 % |

|  | 92,24 % |

|  | 36,27 % |

|  | 7,76 % |

|  | 73,60 % |

|  | 9,47 % |

|  | 26,40 % |

|  | 4,33 % |

|  | 1,95 % |

|  | 88,50 % |

|  | 10,64 % |

|  | 0,86 % |

|  | 75,08 % |

|  | 100 % |

## La Rioja

### Legislatura
| Departamento           | Diputados | A renovar |
| ---------------------- | --------- | --------- |
| Ángel V. Peñaloza      | 1         | —         |
| Arauco                 | 2         | 1         |
| Belgrano               | 1         | —         |
| Capital                | 7         | 3         |
| Castro Barros          | 1         | 1         |
| Chamical               | 2         | 1         |
| Chilecito              | 3         | 1         |
| Facundo Quiroga        | 1         | 1         |
| Famatina               | 1         | 1         |
| Felipe Varela          | 2         | 1         |
| Independencia          | 1         | —         |
| Lamadrid               | 1         | —         |
| Ocampo                 | 1         | —         |
| Rosario Vera Peñaloza  | 2         | 2         |
| San Blas de los Sauces | 1         | —         |
| San Martín             | 1         | —         |
| Sanagasta              | 1         | 1         |
| Sarmiento              | 1         | 1         |
| Total                  | 30        | 14        |

|  | 53,57 % |

|  | 28,85 % |

|  | 7,86 % |

|  | 5,45 % |

|  | 3,10 % |

|  | 1,18 % |

|  | 91,53 % |

|  | 7,69 % |

|  | 0,78 % |

|  | 80,09 % |

|  | 100 % |

#### Electos
| Departamento          | Diputado                    |
| --------------------- | --------------------------- |
| Arauco                | Bienvenido Tristán Martínez |
| Capital               | Rubén Antonio Cejas Mariño  |
| Capital               | Jorge Raúl Machicote        |
| Capital               | Rubén Oscar Seppi           |
| Castro Barros         | Benjamín Agustín de la Vega |
| Chamical              | Ricardo Baltazar Carbel     |
| Chilecito             | Adrián Ariel Puy Soria      |
| Facundo Quiroga       | Rolando Rocier Busto        |
| Famatina              | Rodolfo Marcos Gaetán       |
| Felipe Varela         | Oscar E. Chamia             |
| Rosario Vera Peñaloza | Francisco H. Mercado        |
| Rosario Vera Peñaloza | Nicolás E. Mercado          |
| Sanagasta             | Pedro José Páez             |
| Vinchina              | Juan Roque González         |

### Convención Constituyente
|  | 61,11 % |

|  | 30,62 % |

|  | 8,27 % |

|  | 83,28 % |

|  | 15,92 % |

|  | 0,80 % |

|  | 90,01 % |

|  | 100 % |

## Mendoza

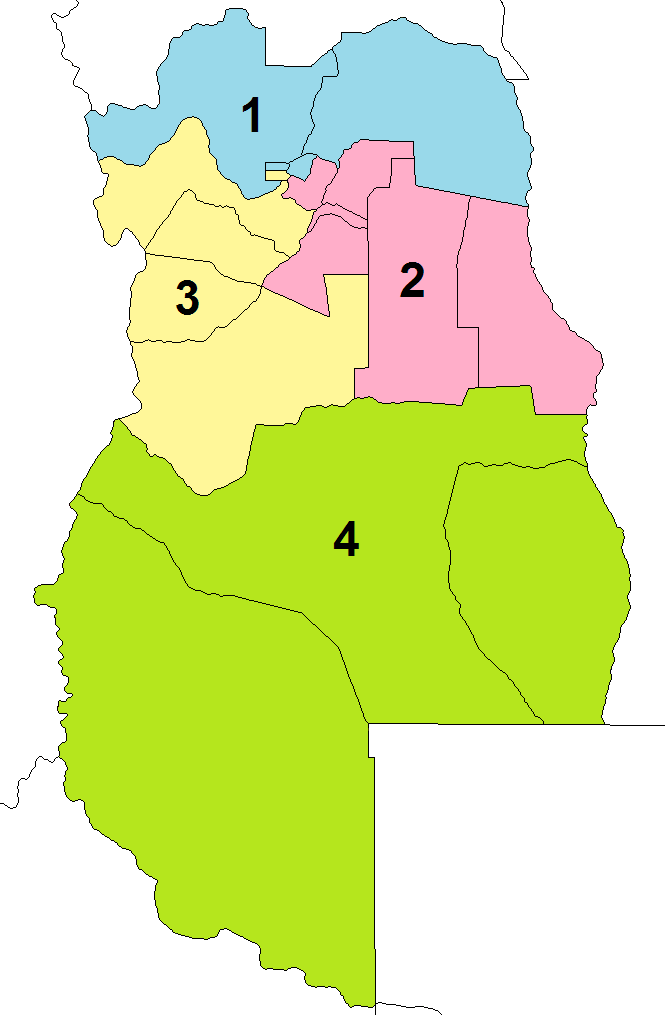
Secciones electorales de Mendoza:
1ª Sección
2ª Sección
3ª Sección
4.ª Sección

| Sección Electoral | Cámara de Diputados | Cámara de Diputados | Cámara de Senadores | Cámara de Senadores |
| Sección Electoral | Diputados           | A renovar           | Senadores           | A renovar           |
| ----------------- | ------------------- | ------------------- | ------------------- | ------------------- |
| 1                 | 16                  | 8                   | 12                  | 6                   |
| 2                 | 12                  | 6                   | 10                  | 5                   |
| 3                 | 10                  | 5                   | 8                   | 4                   |
| 4                 | 10                  | 5                   | 8                   | 4                   |
| Total             | 48                  | 24                  | 38                  | 19                  |

### Consulta Popular
Consulta popular para aprobar cambios a la constitución provincial sobre crear un Consejo de la Magistratura como órgano independiente que interviene en el proceso de selección y postulación de los jueces de tribunales inferiores.
|  | 97,60 % |

|  | 2,40 % |

|  | 88,13 % |

|  | 10,81 % |

|  | 1,06 % |

|  | 82,13 % |

|  | 100 % |

### Cámara de Diputados
|  | 29,72 % |

|  | 29,17 % |

|  | 24,26 % |

|  | 8,69 % |

|  | 5,99 % |

|  | 0,72 % |

|  | 0,77 % |

|  | 0,35 % |

|  | 94,35 % |

|  | 4,58 % |

|  | 1,06 % |

|  | 82,13 % |

|  | 100 % |

#### Resultados por sección electoral
|  | 27,64 % |

|  | 27,29 % |

|  | 26,49 % |

|  | 9,85 % |

|  | 6,09 % |

|  | 2,65 % |

|  | 94,93 % |

|  | 3,89 % |

|  | 1,18 % |

|  | 34,29 % |

|  | 31,37 % |

|  | 17,78 % |

|  | 8,35 % |

|  | 5,84 % |

|  | 2,37 % |

|  | 93,90 % |

|  | 5,10 % |

|  | 0,99 % |

|  | 31,21 % |

|  | 25,85 % |

|  | 24,58 % |

|  | 10,15 % |

|  | 7,11 % |

|  | 1,10 % |

|  | 93,11 % |

|  | 5,24 % |

|  | 1,03 % |

|  | 31,20 % |

|  | 30,23 % |

|  | 28,32 % |

|  | 4,45 % |

|  | 4,43 % |

|  | 1,37 % |

|  | 94,60 % |

|  | 4,44 % |

|  | 0,96 % |

### Cámara de Senadores
|  | 29,89 % |

|  | 29,06 % |

|  | 24,44 % |

|  | 8,54 % |

|  | 6,04 % |

|  | 0,71 % |

|  | 0,77 % |

|  | 0,55 % |

|  | 94,30 % |

|  | 4,63 % |

|  | 1,07 % |

|  | 82,13 % |

|  | 100 % |

#### Resultados por sección electoral
|  | 27,56 % |

|  | 27,28 % |

|  | 26,67 % |

|  | 9,80 % |

|  | 6,11 % |

|  | 2,59 % |

|  | 95,01 % |

|  | 3,80 % |

|  | 1,19 % |

|  | 34,35 % |

|  | 32,14 % |

|  | 17,92 % |

|  | 7,71 % |

|  | 5,96 % |

|  | 1,93 % |

|  | 93,42 % |

|  | 5,58 % |

|  | 0,99 % |

|  | 31,15 % |

|  | 25,53 % |

|  | 24,39 % |

|  | 10,15 % |

|  | 7,04 % |

|  | 1,74 % |

|  | 93,90 % |

|  | 5,07 % |

|  | 1,03 % |

|  | 30,79 % |

|  | 30,18 % |

|  | 28,76 % |

|  | 4,44 % |

|  | 4,52 % |

|  | 1,30 % |

|  | 94,55 % |

|  | 4,50 % |

|  | 0,95 % |

## Misiones
|  | 47,36 % |

|  | 47,30 % |

|  | 2,10 % |

|  | 1,26 % |

|  | 0,99 % |

|  | 0,56 % |

|  | 0,43 % |

|  | 97,08 % |

|  | 2,24 % |

|  | 0,67 % |

|  | 76,25 % |

|  | 100 % |

## Salta

### Cámara de Diputados
|  | 11,03 % |

|  | 53,12 % |

|  | 10,80 % |

|  | 78,17 % |

|  | 14,31 % |

|  | 43,14 % |

|  | 14,16 % |

|  | 7,15 % |

|  | 64,38 % |

|  | 1,20 % |

|  | 1,14 % |

|  | 1,07 % |

|  | 0,33 % |

|  | 97,52 % |

|  | 1,20 % |

|  | 1,28 % |

|  | 68,88 % |

|  | 100 % |

### Cámara de Senadores
|  | 16,34 % |

|  | 50,36 % |

|  | 3,58 % |

|  | 80,08 % |

|  | 10,51 % |

|  | 46,14 % |

|  | 7,51 % |

|  | 81,99 % |

|  | 1,76 % |

|  | 1,22 % |

|  | 0,51 % |

|  | 97,33 % |

|  | 1,19 % |

|  | 1,47 % |

|  | 70,36 % |

|  | 100 % |

### Convención Constituyente
|  | 51,44 % |

|  | 44,72 % |

|  | 1,26 % |

|  | 1,06 % |

|  | 1,05 % |

|  | 0,46 % |

|  | 97,51 % |

|  | 1,21 % |

|  | 1,28 % |

|  | 67,55 % |

|  | 100 % |

## San Luis

### Cámara de Diputados
|  | 44,24 % |

|  | 32,49 % |

|  | 10,16 % |

|  | 5,26 % |

|  | 3,93 % |

|  | 3,04 % |

|  | 0,47 % |

|  | 0,42 % |

|  | 94,22 % |

|  | 4,26 % |

|  | 1,53 % |

|  | 79,26 % |

|  | 100 % |

### Cámara de Senadores
|  | 48,15 % |

|  | 39,56 % |

|  | 7,95 % |

|  | 2,37 % |

|  | 1,23 % |

|  | 0,74 % |

|  | 91,76 % |

|  | 7,28 % |

|  | 0,96 % |

|  | 78,41 % |

|  | 100 % |

## Santa Cruz
|  | 53,57 % |

|  | 31,95 % |

|  | 7,91 % |

|  | 3,36 % |

|  | 3,21 % |

|  | 94,43 % |

|  | 3,67 % |

|  | 1,90 % |

|  | 79,38 % |

|  | 100 % |

## Santiago del Estero

### Cámara de Diputados
|  | 50,73 % |

|  | 34,08 % |

|  | 10,34 % |

|  | 3,63 % |

|  | 1,22 % |

|  | 96,97 % |

|  | 2,23 % |

|  | 0,81 % |

|  | 59,95 % |

|  | 100 % |

### Convención Constituyente
|  | 56,03 % |

|  | 41,81 % |

|  | 2,16 % |

|  | 96,16 % |

|  | 3,43 % |

|  | 0,41 % |

|  | 65,97 % |

|  | 100 % |